# Sismo de Caxemira de 2019
O sismo de Caxemira de 2019 atingiu a região de Caxemira Livre — que é administrada pelo Paquistão - no território disputado de Caxemira — em 24 de setembro às 16h02, horário local (11h02 UTC). Tinha magnitude de 5.6 Mw e uma intensidade máxima de VII (muito forte) na escala de Mercalli modificada. Houve danos graves no distrito de Mirpur, causando a morte de 38 pessoas e ferindo outras 723. Os tremores foram sentidos na região de Caxemira, Punjab (Paquistão), Punjab (Índia), Uttarakhand e partes do norte da Índia, incluindo Nova Deli.

## Configuração tectônica
Caxemira fica na margem sul da ampla zona de colisão continental entre a Placa Eurasiática e a Placa Indiana. A taxa de convergência entre essas placas neste local é de 73 mm por ano. As principais estruturas envolvidas na acomodação dessa convergência são grandes cavalgamentos, como o Cavalgamento Central Principal e o Cavalgamento Frontal Principal. Dentro da zona de impulso frontal, existem muitas falhas de impulso individuais. Muitos terremotos danosos resultaram do movimento de falhas de impulso, como o sismo de Caxemira de 2005.

## Réplicas
Em 26 de setembro, dois dias após o grande sismo, réplicas foram sentidos em Mirpur, o que levou a mais 67 pessoas feridas. Era de magnitude 4.7 e centrava-se em Bhimber, perto da Linha de Controle Índia-Paquistão, a uma profundidade de 10 quilômetros.

## Danos
O terremoto causou graves danos a 135 casas no distrito de Mirpur, com 319 sendo parcialmente danificados, a maioria em Mirpur e apenas quatro no distrito de Bhimber. Duas pontes foram danificadas e partes de várias estradas foram afetadas, particularmente 14 km da estrada principal de Jatlan.
Segundo o presidente da Autoridade Nacional de Gerenciamento de Desastres do Paquistão, danos máximos foram causados em Mirpur e Jhelum. Segundo as autoridades, a represa de Mangla, localizada perto de Mirpur, estava segura. Mangla Dam é o principal reservatório de água do Paquistão. No entanto, a casa de força da barragem de Mangla foi fechada, o que resultou em uma perda de fornecimento de energia de 900 MW à rede elétrica nacional do Paquistão.
O canal superior de Jhelum foi danificado pelos tremores, resultando em várias aldeias inundadas com água. O canal foi posteriormente reparado.

## Vítimas
40 pessoas morreram e mais de 850 ficaram feridas, de acordo com os relatórios publicados em 26 de setembro. 33 das que morreram estavam no distrito de Mirpur, sendo quatro no distrito de Bhimber e um no distrito de Jhelum.
A Reuters informou, citando especialistas em arquitetura, que o grande número de vítimas ocorreu devido a métodos de construção de má qualidade e a padrões de construção fracos no Paquistão. O vice-inspetor geral de polícia do distrito de Mirpur afirmou que um grande número de mortes foi causado devido ao colapso de casas antigas nas aldeias.